# Pilar Cancela Rodríguez
Pilar Cancela Rodríguez (Stuttgart, 21 d'agost de 1967) és una política espanyola, és l'actual secretaria d'Estat de Cooperació Internacional i fou diputada per el PSdeG-PSOE a el Congrés durant la XI, XII, XIII i la XIV.

## Biografia
Filla d'emigrants gallecs a Alemanya, va tornar a Galícia per estudiar Dret a la Universitat de Santiago de Compostel·la, on es va llicenciar el 1990. Compta amb el títol de Tècnica Superior en Prevenció de Riscos Laborals. Des de 1993 treballa com a funcionària en l'Administració General de la Junta de Galícia; ha estat secretària general del Consell Gallec de Relacions Laborals i directora general de Relacions Laborals de 2002 a 2003 i de 2005 a 2009.
Va ser secretària d'Organització del PSdeG. Al desembre de 2015 va ser triada diputada per La Corunya al Congrés, sent reelegida en 2016. Aquest mateix any va ser triada secretaria de l'àrea de Polítiques Migratòries i PSOE de l'Exterior. També va presidir les comissions d'Igualtat i del Pacte d'Estat en matèria de Violència de Gènere del Congrés dels Diputats.